# Marcus (Washington)
Marcus az Amerikai Egyesült Államok északnyugati részén, Washington állam Stevens megyéjében elhelyezkedő város. A 2010. évi népszámlálási adatok alapján 183 lakosa van.

## Történet
A település nevét az 1863-ban itt letelepedett Marcus Oppenheimerről kapta.
Marcus az 1860-as években a Big Bend-i aranyláz miatt észak felé tartókat kiszolgáló hely volt. 1865-ben elkészült a Forty-Nine gőzhajó, amellyel a szintén az aranyláz miatt népszerűvé vált La Porte városát kívánták megközelíteni. A rendszeres közlekedés a téli viszonyok miatt csak egy évvel később indult el.
Marcus 1910. október 18-án kapott városi rangot. Az eredeti helységet a Grand Coulee-gát megépültekor a Franklin D. Roosevelt-víztározó elárasztotta.

## Éghajlat
A térségben a nagyobb mértékű hőmérséklet-ingadozás a jellemző; a nyarak melegek vagy forróak (és gyakran csapadékosak), a telek pedig hűvösek (néha kifejezetten hidegek). A város éghajlata nedves kontinentális (a Köppen-skála szerint Dfb).
| Hónap                         | Jan.  | Feb.  | Már.  | Ápr.  | Máj. | Jún. | Júl. | Aug. | Szep. | Okt.  | Nov.  | Dec.  | Év    |
| ----------------------------- | ----- | ----- | ----- | ----- | ---- | ---- | ---- | ---- | ----- | ----- | ----- | ----- | ----- |
| Rekord max. hőmérséklet (°C)  | 13,9  | 16,1  | 24,4  | 32,8  | 38,9 | 42,2 | 42,8 | 42,8 | 40,6  | 30,6  | 20,6  | 14,4  | 42,8  |
| Átlagos max. hőmérséklet (°C) | 1,1   | 5,6   | 11,7  | 17,8  | 22,8 | 26,7 | 31,1 | 31,1 | 25,6  | 15,6  | 6,1   | 1,1   | 16,4  |
| Átlagos min. hőmérséklet (°C) | −4,4  | −3,3  | 0,0   | 2,8   | 6,7  | 10,6 | 12,8 | 11,7 | 7,8   | 3,3   | −0,6  | −4,4  | 3,6   |
| Rekord min. hőmérséklet (°C)  | −35,6 | −32,8 | −23,9 | −11,1 | −6,7 | −3,3 | −1,1 | −3,3 | −8,3  | −14,4 | −23,9 | −33,9 | −35,6 |
| Átl. csapadékmennyiség (mm)   | 52    | 38    | 41    | 42    | 55   | 61   | 36   | 26   | 30    | 33    | 54    | 62    | 530   |
| Forrás: The Weather Channel   |       |       |       |       |      |      |      |      |       |       |       |       |       |

## Népesség
A 2010-es népszámláláskor a városnak 183 lakója, 76 háztartása és 49 családja volt. A népsűrűség 315,5 fő/km2. A lakóegységek száma 82, sűrűségük 141,4 db/km2. A lakosok 94%-a fehér, 0,5%-a afroamerikai, 2,7%-a indián, 0,5%-a ázsiai,  2,2%-a egyéb, . A spanyol vagy latino származásúak aránya 0,5% (   0,5% egyéb spanyol vagy latino származású.)
A háztartások 23,7%-ában élt 18 évnél fiatalabb. 52,6% házas, 7,9% egyedülálló nő, 3,9% egyedülálló férfi, 35,5% pedig nem család. 30,3% egyedül élt; 7,9%-uk 65 éves vagy idősebb. Egy háztartásban átlagosan 2,41 személy élt; a családok átlagmérete 2,8 fő.
A medián életkor 48,8 év volt. A város lakóinak 18%-a 18 évesnél fiatalabb, 8,8% 18 és 24 év közötti, 18,1%-uk 25 és 44 év közötti, 33,9%-uk 45 és 64 év közötti, 21,3%-uk pedig 65 éves vagy idősebb. A lakosok 50,8%-a férfi, 49,2%-a pedig nő.

## Fordítás
Ez a szócikk részben vagy egészben  a   Marcus, Washington című angol Wikipédia-szócikk ezen változatának fordításán alapul.  Az eredeti cikk szerkesztőit annak laptörténete sorolja fel. Ez a jelzés csupán a megfogalmazás eredetét és a szerzői jogokat jelzi, nem szolgál a cikkben szereplő információk forrásmegjelöléseként.